# Климов переулок
Кли́мов переу́лок — переулок в Адмиралтейском районе Санкт-Петербурга. Проходит от улицы Лабутина до набережной реки Фонтанки.

## История названия

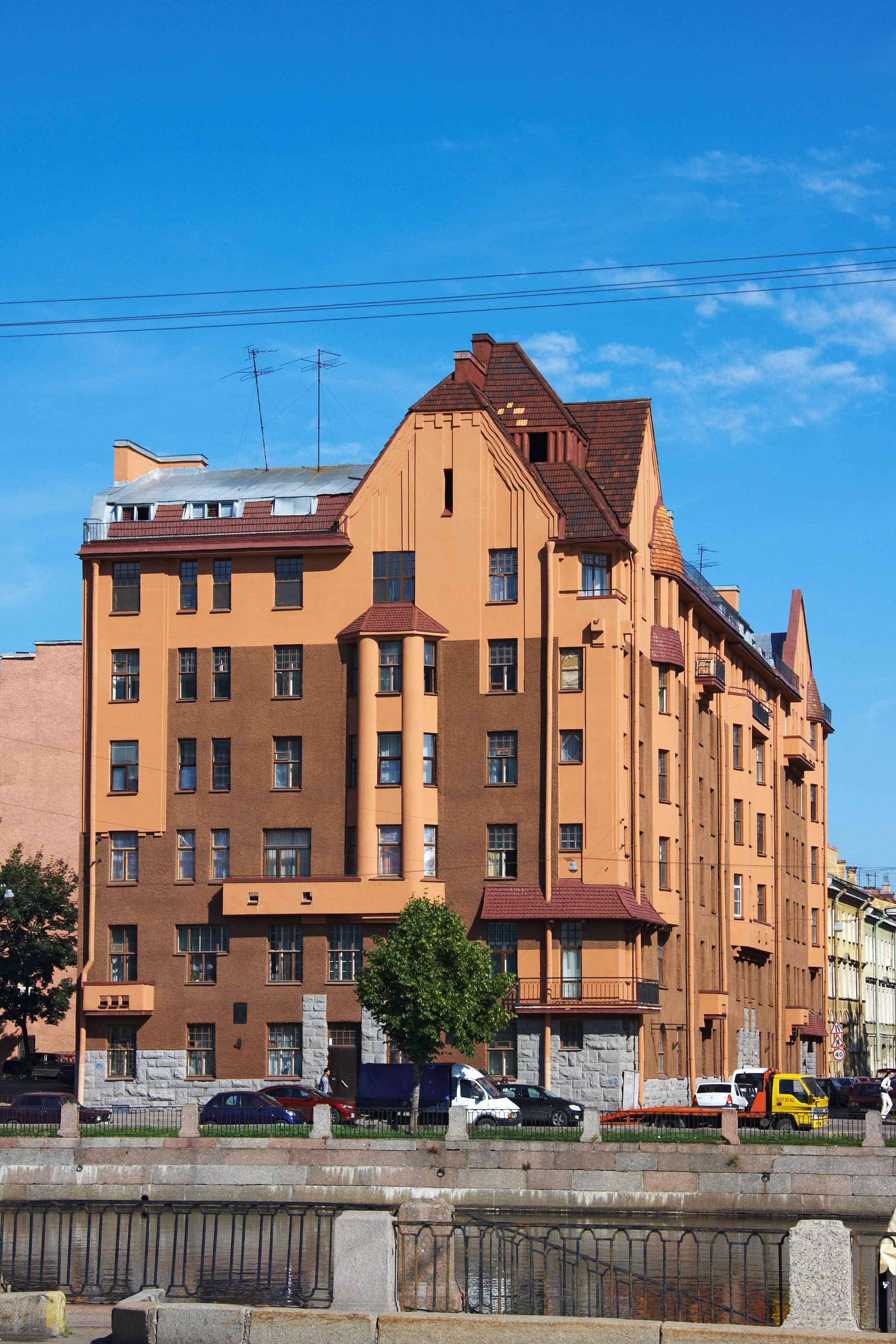
Дом Капустина — Климов пер., 9

Название известно с 1794 года. Происходит от фамилии домовладельца адмиралтейств-советника В. Климова.
С ноября 2022 года движение по Климову переулку стало односторонним — от набережной реки Фонтанки к улице Лабутина.

## Дома
Основная застройка — двух-трёхэтажные дома в красную линию, с центральной аркой и входами из дворов, претерпевшие позднейшие перестройки. По нечётной стороне пять домов, в том числе:
- дом 1 — доходный дом, 1874 год, архитектор К. Т. Андрущенко;
- дом 3 — жилой дом конца XVIII — начала XIX века[3]  7832084000
- дом 5 (Прядильный переулок, 6) — дом Северовых, кон. XVIII — нач. XIX в., 1842 г. (надстройка), арх. Л. В. Глама, 1849 г. (строительство корпуса по Прядильному переулку), арх. Н. П. Гребёнка[3];  7832085000
- дом 7 — доходный дом, 1839 год, архитектор Н. А. Сычёв;
- дом 9 (159 по набережной реки Фонтанки) — доходный дом Капустина, 1910—1912 годы, архитектор А. Ф. Бубырь.

По чётной стороне — четыре дома:
- дом 2/4 — доходный дом (угловой корпус), надстройка 1874 года, архитектор В. А. Кенель, и особняк Лукашевой (правый корпус), 1857 год, архитектор П. А. Чепыжников или В. В. Чаплин[4];
- дом 4 — детский сад;
- дом 6 — четырёхэтажный доходный дом, 1862 год, архитектор Н. П. Гребёнка;
- дом 8 (157 по набережной реки Фонтанки) — доходный дом, угловая часть 1858 года, архитектор Ф. Ф. Бекман, надстройка 1874 года, архитектор В. А. Кенель.